# Campeonato Mundial de Waterpolo Masculino de 1986
El V Campeonato Mundial de Waterpolo Masculino se celebró en Madrid (España) entre el 13 y el 23 de agosto de 1986 en el marco del V Campeonato Mundial de Natación. El evento fue organizado por la Federación Internacional de Natación (FINA) y la Real Federación Española de Natación.

## Grupos
| Grupo A | Grupo B    | Grupo C             | Grupo D         |
| ------- | ---------- | ------------------- | --------------- |
| España  | Cuba       | Francia             | Unión Soviética |
| Israel  | Yugoslavia | Países Bajos        | Grecia          |
| Italia  | Australia  | Alemania Occidental | Estados Unidos  |
| Hungría |            | Canadá              | Brasil          |

## Fase preliminar
Los primeros dos de cada grupo alcanzan la fase principal. Los equipos restantes juegan entre sí por los puestos 13 a 16.

### Grupo A
| Equipo  | J | G | E | P | GF | GC | DG  | PTS |
| ------- | - | - | - | - | -- | -- | --- | --- |
| Italia  | 3 | 3 | 0 | 0 | 24 | 20 | +4  | 6   |
| España  | 3 | 2 | 0 | 1 | 35 | 19 | +16 | 4   |
| Hungría | 3 | 1 | 0 | 2 | 29 | 18 | +11 | 2   |
| Israel  | 3 | 0 | 0 | 3 | 13 | 44 | -31 | 0   |

### Grupo B
| Equipo     | J | G | E | P | GF | GC | DG  | PTS |
| ---------- | - | - | - | - | -- | -- | --- | --- |
| Yugoslavia | 2 | 1 | 1 | 0 | 23 | 15 | +8  | 3   |
| Cuba       | 2 | 1 | 1 | 0 | 23 | 21 | +2  | 3   |
| Australia  | 2 | 0 | 0 | 2 | 14 | 24 | -10 | 0   |

### Grupo C
| Equipo              | J | G | E | P | GF | GC | DG  | PTS |
| ------------------- | - | - | - | - | -- | -- | --- | --- |
| Alemania Occidental | 3 | 3 | 0 | 0 | 26 | 14 | +12 | 6   |
| Francia             | 3 | 2 | 0 | 1 | 18 | 20 | -2  | 4   |
| Canadá              | 3 | 1 | 0 | 2 | 17 | 21 | -4  | 2   |
| Países Bajos        | 3 | 0 | 0 | 3 | 15 | 21 | -6  | 0   |

### Grupo D
| Equipo          | J | G | E | P | GF | GC | DG  | PTS |
| --------------- | - | - | - | - | -- | -- | --- | --- |
| Estados Unidos  | 3 | 3 | 0 | 0 | 38 | 17 | +21 | 6   |
| Unión Soviética | 3 | 2 | 0 | 1 | 36 | 27 | +9  | 4   |
| Brasil          | 3 | 0 | 1 | 2 | 25 | 40 | -15 | 1   |
| Grecia          | 3 | 0 | 1 | 2 | 19 | 34 | -15 | 1   |

## Fase principal
Los primeros dos de cada grupo disputan las semifinales.

### Grupo E
| Equipo     | J | G | E | P | GF | GC | DG | PTS |
| ---------- | - | - | - | - | -- | -- | -- | --- |
| Yugoslavia | 3 | 2 | 1 | 0 | 29 | 22 | +7 | 5   |
| Italia     | 3 | 2 | 0 | 1 | 22 | 22 | 0  | '4  |
| Cuba       | 3 | 1 | 1 | 1 | 30 | 31 | -1 | 3   |
| España     | 3 | 0 | 0 | 3 | 24 | 30 | -6 | 0   |

### Grupo F
| Equipo              | J | G | E | P | GF | GC | DG  | PTS |
| ------------------- | - | - | - | - | -- | -- | --- | --- |
| Estados Unidos      | 3 | 2 | 1 | 0 | 26 | 23 | +3  | 5   |
| Unión Soviética     | 3 | 2 | 0 | 0 | 30 | 22 | +8  | 4   |
| Alemania Occidental | 3 | 1 | 0 | 2 | 27 | 23 | +4  | 2   |
| Francia             | 3 | 0 | 1 | 2 | 14 | 29 | -15 | 1   |

## Fase final
|  | Semifinales     | Semifinales |    |                | Final           | Final |  |
|  |                 |             |    |                |                 |       |  |
|  |                 |             |    |                |                 |       |  |
|  |                 |             |    |                |                 |       |  |
|  | Italia          | 10          |    |                |                 |       |  |
|  | Estados Unidos  | 9           |    |                |                 |       |  |
|  |                 |             |    |                |                 |       |  |
|  |                 |             |    |                |                 |       |  |
|  |                 |             |    |                | Italia          | 11    |  |
|  |                 | Yugoslavia  | 12 |                |                 |       |  |
|  |                 |             |    |                |                 |       |  |
|  |                 |             |    |                |                 |       |  |
|  |                 |             |    |                | Tercer Puesto   |       |  |
|  |                 |             |    |                |                 |       |  |
|  | Yugoslavia      | 8           |    | Estados Unidos | 6               |       |  |
|  | Unión Soviética | 7           |    |                | Unión Soviética | 8     |  |

## Medallero
|            |        |                 |
| Yugoslavia | Italia | Unión Soviética |

## Estadísticas

### Clasificación general
| 1. Yugoslavia          |
| 2. Italia              |
| 3. Unión Soviética     |
| 4. Estados Unidos      |
| 5. España              |
| 6. Alemania Occidental |
| 7. Cuba                |
| 8. Francia             |
| 9. Hungría             |
| 10. Australia          |
| 11. Grecia             |
| 12. Brasil             |
| 13. Canadá             |
| 14. Países Bajos       |
| 15. Israel             |

- Datos: Q913297